# Csíkos nyálkáshal
A csíkos nyálkáshal (Parablennius gattorugine) a sugarasúszójú halak (Actinopterygii) osztályának sügéralakúak (Perciformes) rendjébe, ezen belül a nyálkáshalfélék (Blenniidae) családjába tartozó faj.

## Előfordulása
A csíkos nyálkáshal előfordulási területe az Atlanti-óceán északkeleti részén, valamint a Földközi- és a Márvány-tengerben van. Az atlanti-óceáni elterjedése Írországtól Marokkóig tart. A kontinentális Portugália part menti részein is vannak állományai, azonban az Azori- és Madeira-szigetek körüli vizekben nem ez a faj él, hanem a hozzá hasonló Parablennius ruber. Korábban e két fajt összetévesztették.

## Megjelenése

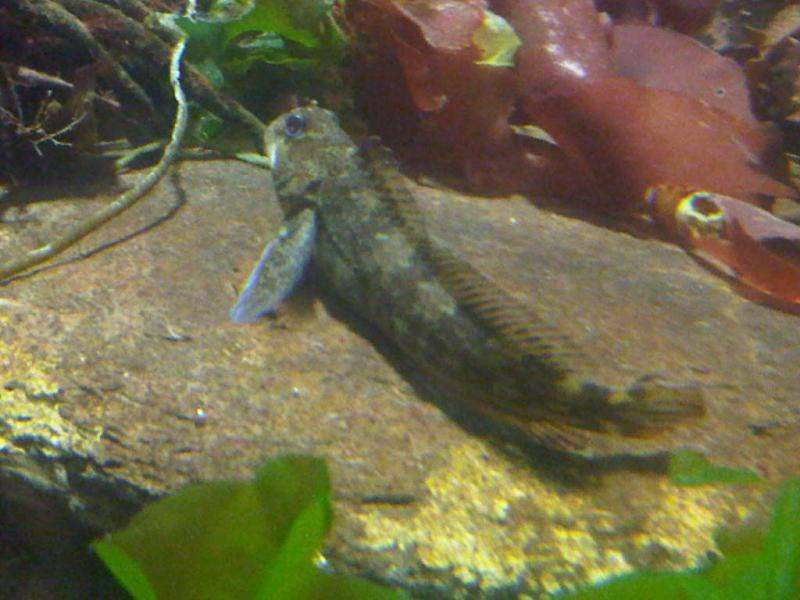
Csíkos nyálkáshal a londoni Királyi Botanikus Kertekben

Ez a halfaj általában 17,5 centiméter hosszú, de akár 30 centiméteresre is megnőhet. Hátúszóján 13-14 tüske látható. Szemei fölött és az orrnyílásokon, tapogató nyúlványok vannak. A felső állcsontján nincsenek szemfogak. Az ívási időszakban a hím csokoládébarna színt ölt, továbbá a farok alatti úszóján gömb alakú mirigyek nőnek. Az oldalvonal hátrafelé haladva szétágazik, leghátul pedig szaggatottan látható.

## Életmódja
Tengeri halfaj, amely a fenéken él, körülbelül 3-32 méteres mélységben. Nem vándorol. Hajnalkor és napnyugtakor tevékeny. A kifejlett állat a vízalatti sziklákat választja élőhelyül, míg az ivadék és fiatal példány a tengerifű és egyéb tengeri növényzet között keres menedéket.

## Szaporodása
Ikrák által szaporodik. Az ívási időszak március - május között van. Az ikrák ragadósak és a fenékre rögzülnek. A hím, akár több nőstény ikráit és ivadékait is őrizheti, illetve gondozhatja, amíg azok be nem töltik az egy hónapot.

## Felhasználása
A csíkos nyálkáshalnak csak kismértékű halászata van. Főleg az akváriumoknak fogják be e fajt.

## Képek

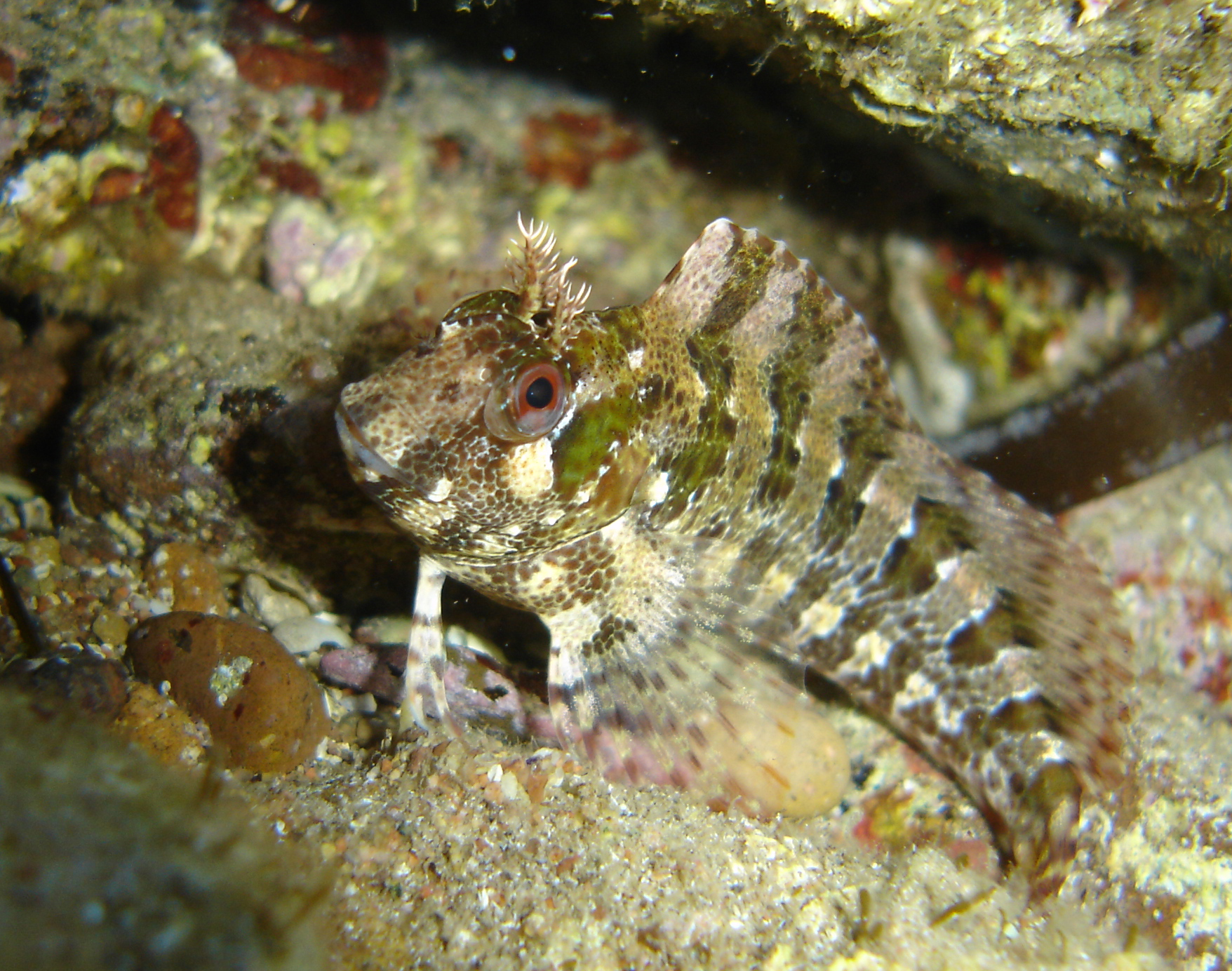
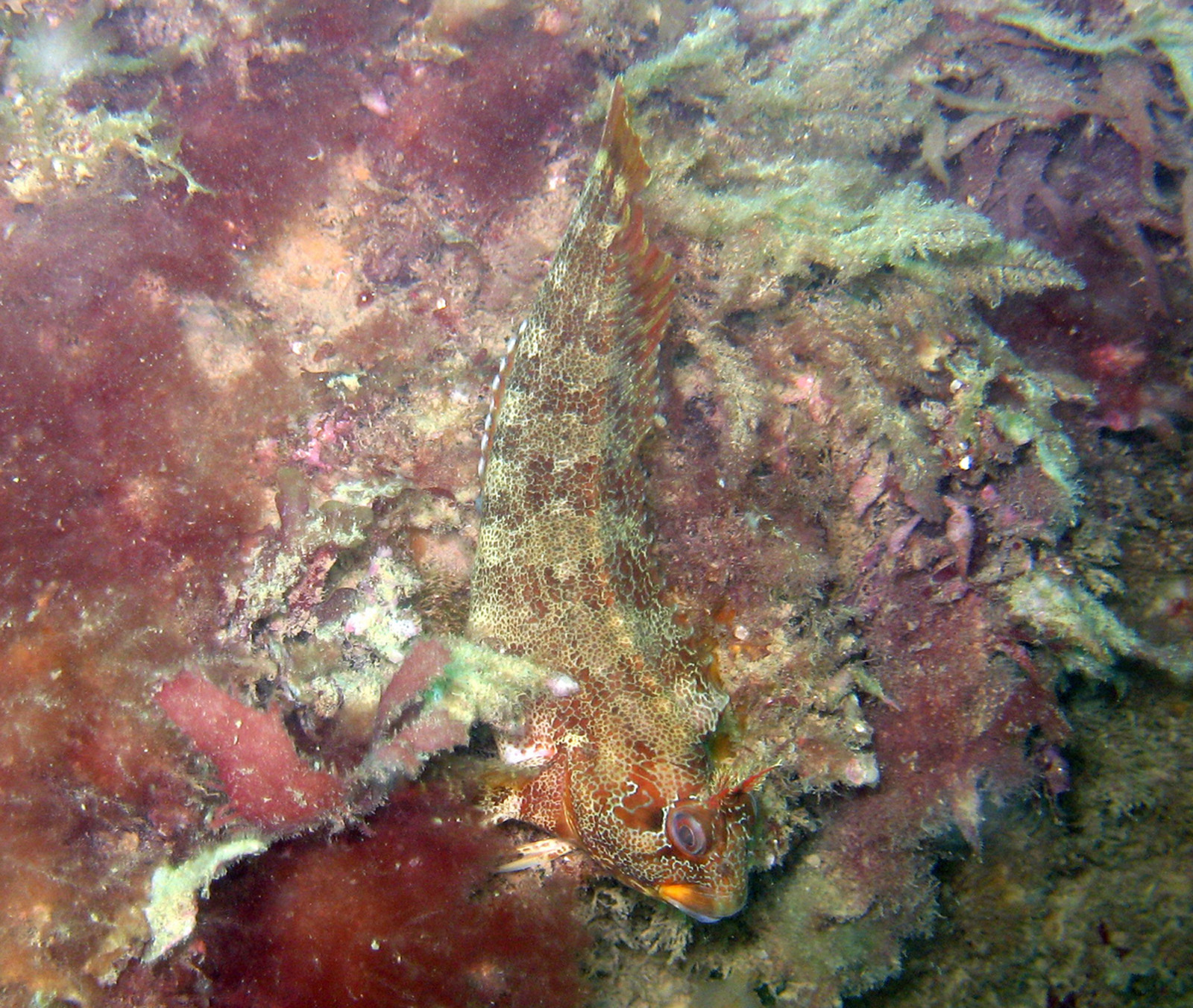
Igen jól álcázza magát
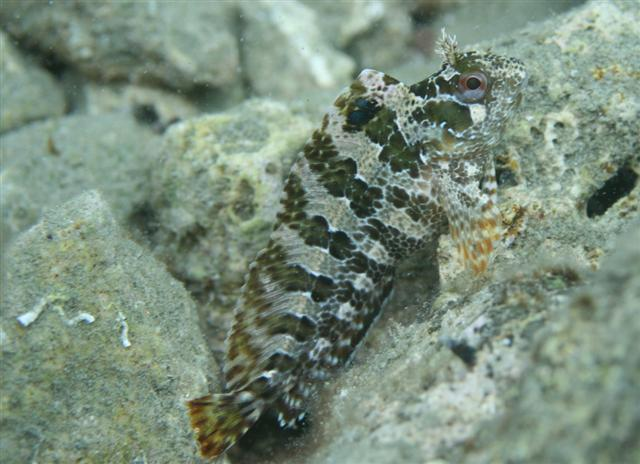
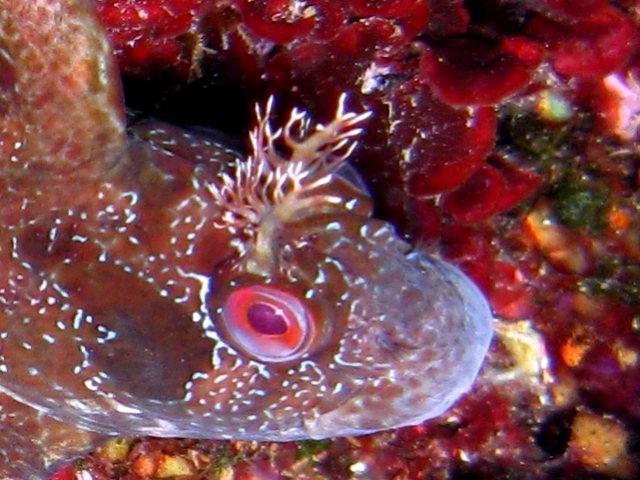
Jól látszanak a szemek fölötti tapogató nyúlványok